# Куньяго, Пабло
Пабло Гонсалес Куньяго (исп. Pablo González Couñago; 9 ноября 1979, Редондела, Испания) — испанский футболист, выступающий на позиции нападающего.

## Карьера
Пабло родился в Редонделе, Понтеведра, Галисия. Он — воспитанник клуба «Сельта» из города Виго, а дебютировал Куанго дебютировал в Сегунде, будучи отданным в аренду в «Нумансию». Куньяго вернулся в «Сельту» в январе 1999 года, но так и не появился в Ла-Лиге в свой первый сезон в клубе.
В 1999—2000 годах он вновь вернулся в Сегунду, снова будучи в аренде, но теперь в «Рекреативо де Уэльва», после чего вернулся в Виго, но отличится голом Куньяго не удалось (все его выступления в лиге были выходом на замену).
«Ипсвич Таун»
После впечатляющей победы молодёжной сборной Испании над Англией на стадионе клуба Бирмингем — «Сент-Эндрюс», Куньяго был подписан «Ипсвич Таун» в конце весны 2001 года, так как менеджер Джордж Берли был на трибунах, наблюдая за его выступлением. Игрок, который был вне контракта, подписал документ на четыре года.